# Tienanmen

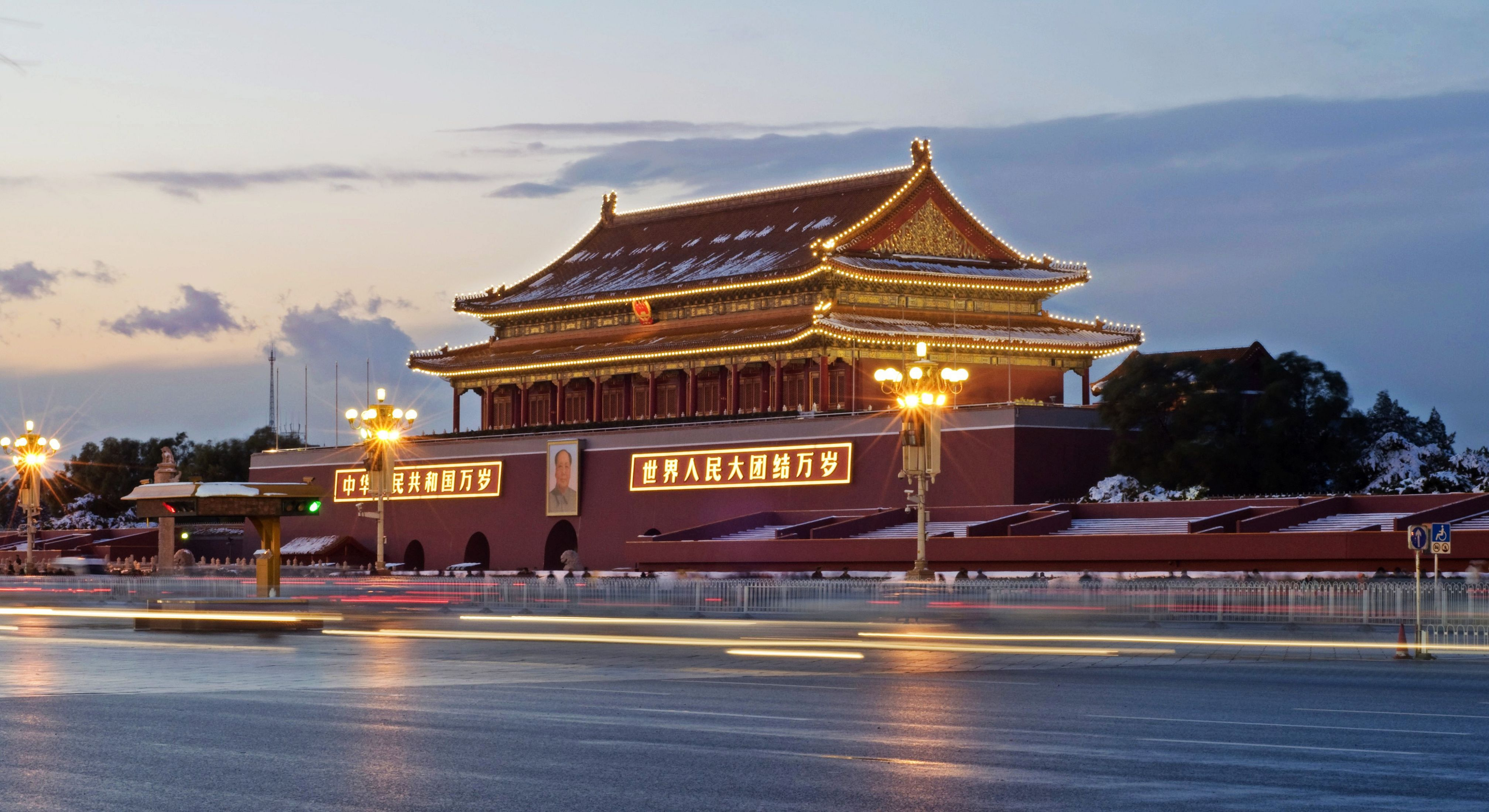
Tienanmen (天安門).

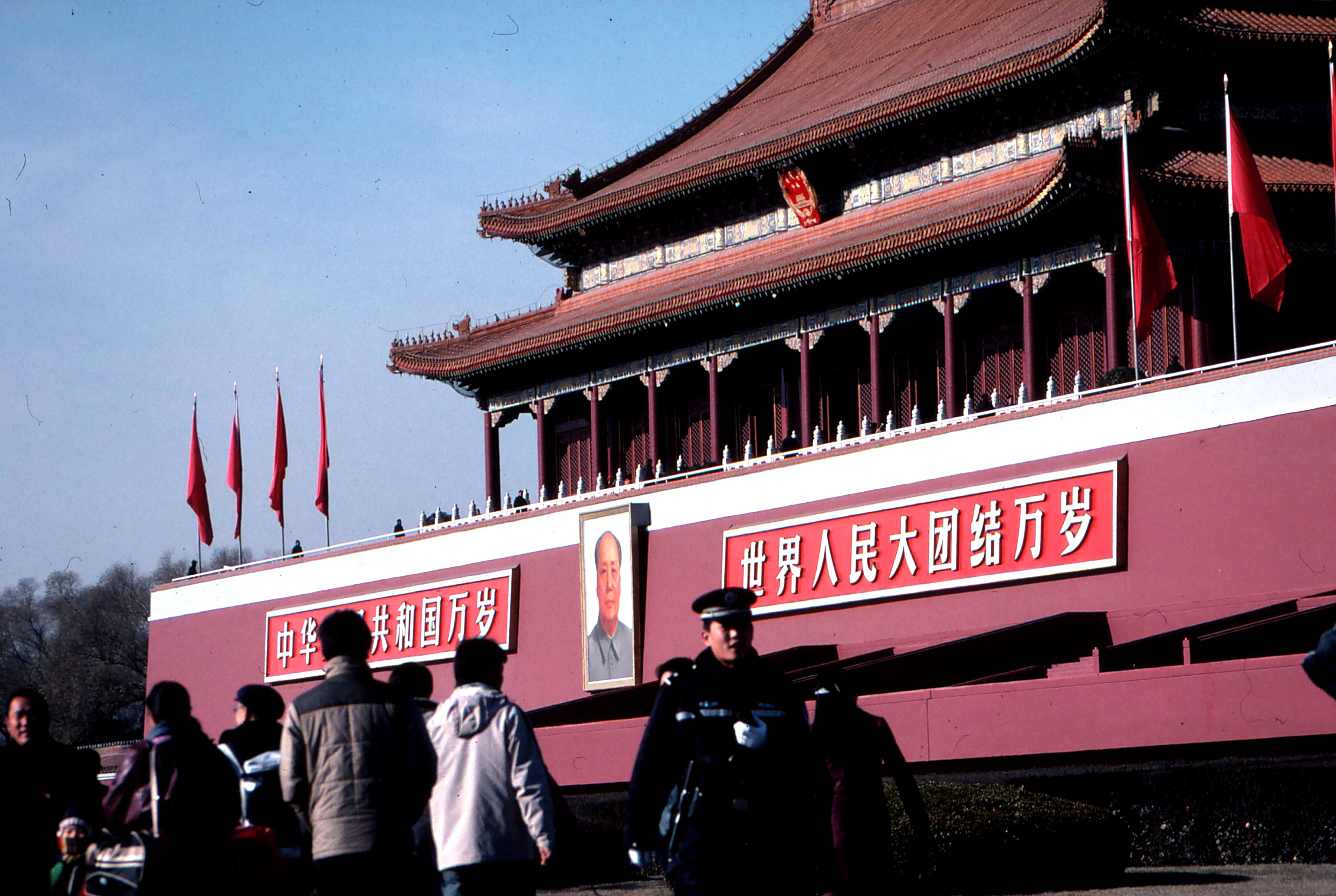
La Porta della Pace Celeste è il primo accesso alla città proibita.

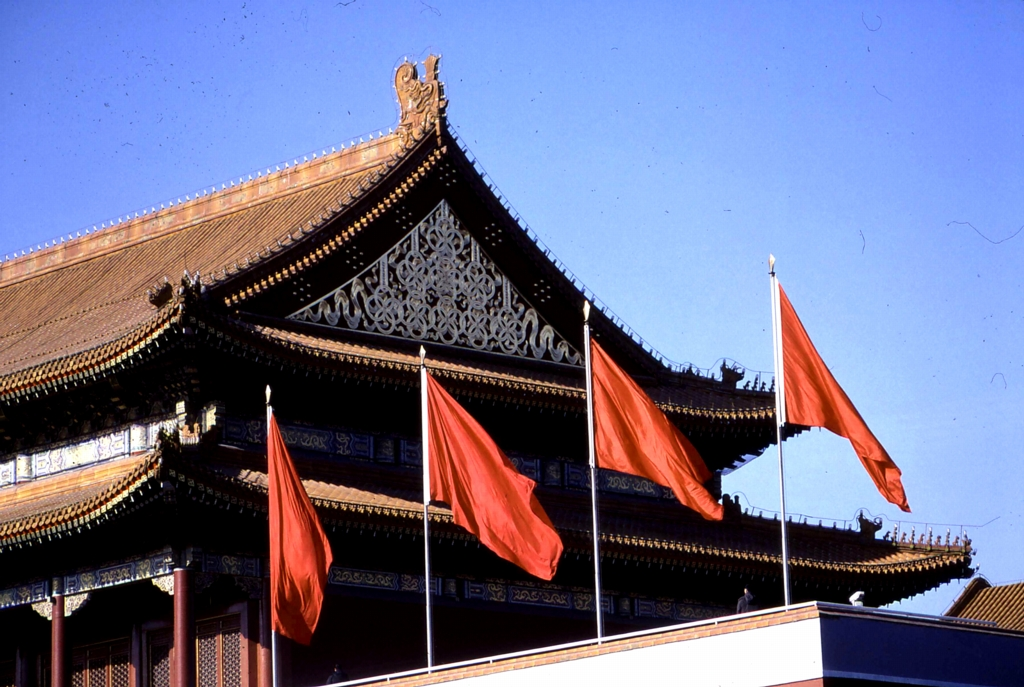
Un dettaglio della copertura.

Tienanmen (o Tien'anmen) (cinese 天安門T, 天安门S, TiānānménP, lett. "Porta della Pace Celeste") è uno dei più celebri monumenti di Pechino, spesso usato come simbolo nazionale della Cina. Costruita per la prima volta durante la dinastia Ming, nel 1420, è spesso, a torto, ritenuta l'ingresso principale alla Città Proibita. Ufficialmente, infatti, la Porta Meridiana (午門, Wumen) è il vero ingresso alla Città Proibita. La porta Tienanmen si trova sul lato settentrionale di piazza Tienanmen.

## Storia
Inizialmente la porta era chiamata Chengtianmen (承天門T, 承天门S, ChéngtiānménP, lett. "Porta dell'accettazione del mandato del cielo") e nel corso della storia è stata distrutta e costruita più volte. La prima costruzione risale al 1420, ed era una replica della porta a forma di paifang del palazzo imperiale di Nanchino, dalla quale ereditò il nome Chentianmen. La porta fu colpita da un fulmine nel luglio del 1457 e bruciò completamente. Nel 1465, l'imperatore Chenghua ordinò a Zi Gui (自圭), ministro dell'ingegneria, di ricostruire la porta e il progetto fu cambiato, passando dall'originale paifang all'attuale grandiosa porta d'accesso. Il portale ha subito un altro danneggiamento durante la guerra alla fine della Dinastia Ming, quando nel 1644 fu bruciata dai ribelli capeggiati da Li Zicheng. In seguito all'insediamento della dinastia Qing, la porta fu ricostruita nel 1645 e le venne dato il nome di Tienanmen alla fine della costruzione, sei anni dopo.
È stato rivelato nel 2005 da Nuova Cina che il governo cinese ha ricostruito la porta Tienanmen nel 1969-70, fingendone una ristrutturazione. La porta, ormai cinquecentenaria, era infatti molto deteriorata, anche a seguito del pesante uso degli anni sessanta, quindi il premier Zhou Enlai ordinò di ricostruirla in segreto, dopo averla fatta ricoprire di impalcature.

## Significato del nome
Il nome cinese dell'edificio, Tiān'ānmén 天安門, è composto rispettivamente dai caratteri cinesi "cielo", "pace" e "porta", che portano a tradurre solitamente il nome in "Porta della pace celeste". Tuttavia questa traduzione è in qualche modo fuorviante, perché il nome cinese deriva dalla più lunga frase "ricevendo il mandato del cielo e stabilizzando la dinastia" (受命于天，安邦治國).

## Descrizione

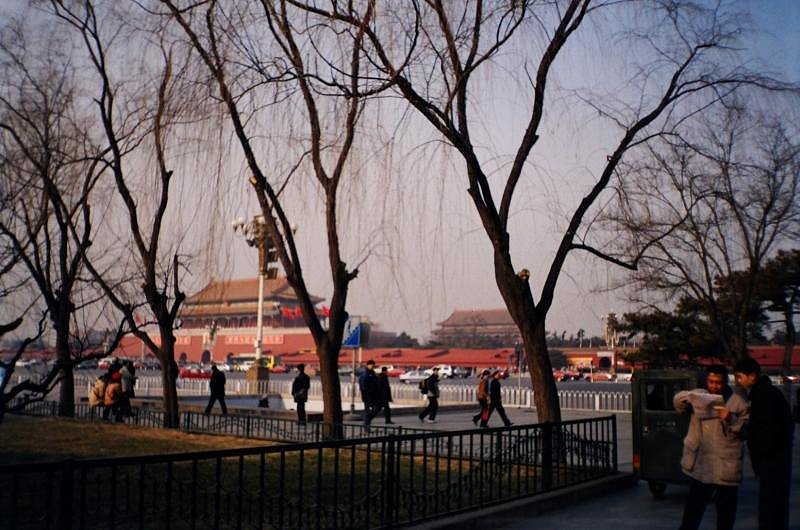
Una veduta della porta.

La costruzione è lunga 66 metri, larga 37 e alta 32. Come gli altri edifici ufficiali dell'impero, la porta presenta le tipiche decorazioni imperiali sul tetto. Ha il più elevato numero di figure sulle sporgenze del tetto: 10 per ogni lato.
Di fronte all'accesso ci sono due leoni guardiani cinesi che controllano la porta e due che controllano i ponti. Nella cultura cinese i leoni proteggono dagli spiriti malvagi.
Anche due colonne di pietra, chiamate huabiăo (华表) - ciascuna con un animale in cima - si ergono di fronte alla porta.

Una delle immagini di Mao Zedong esposte

A causa della posizione privilegiata e degli eventi che hanno avuto luogo nella piazza antistante, la porta ha assunto un grande significato simbolico. Il Governo nazionalista vi appese ritratti di Sun Yat-sen e Chiang Kai-shek. Nei primi anni della Repubblica Popolare Cinese, in occasioni speciali all'edificio venivano appesi ritratti di Mao Zedong, Marx, Engels, Lenin, e Stalin.

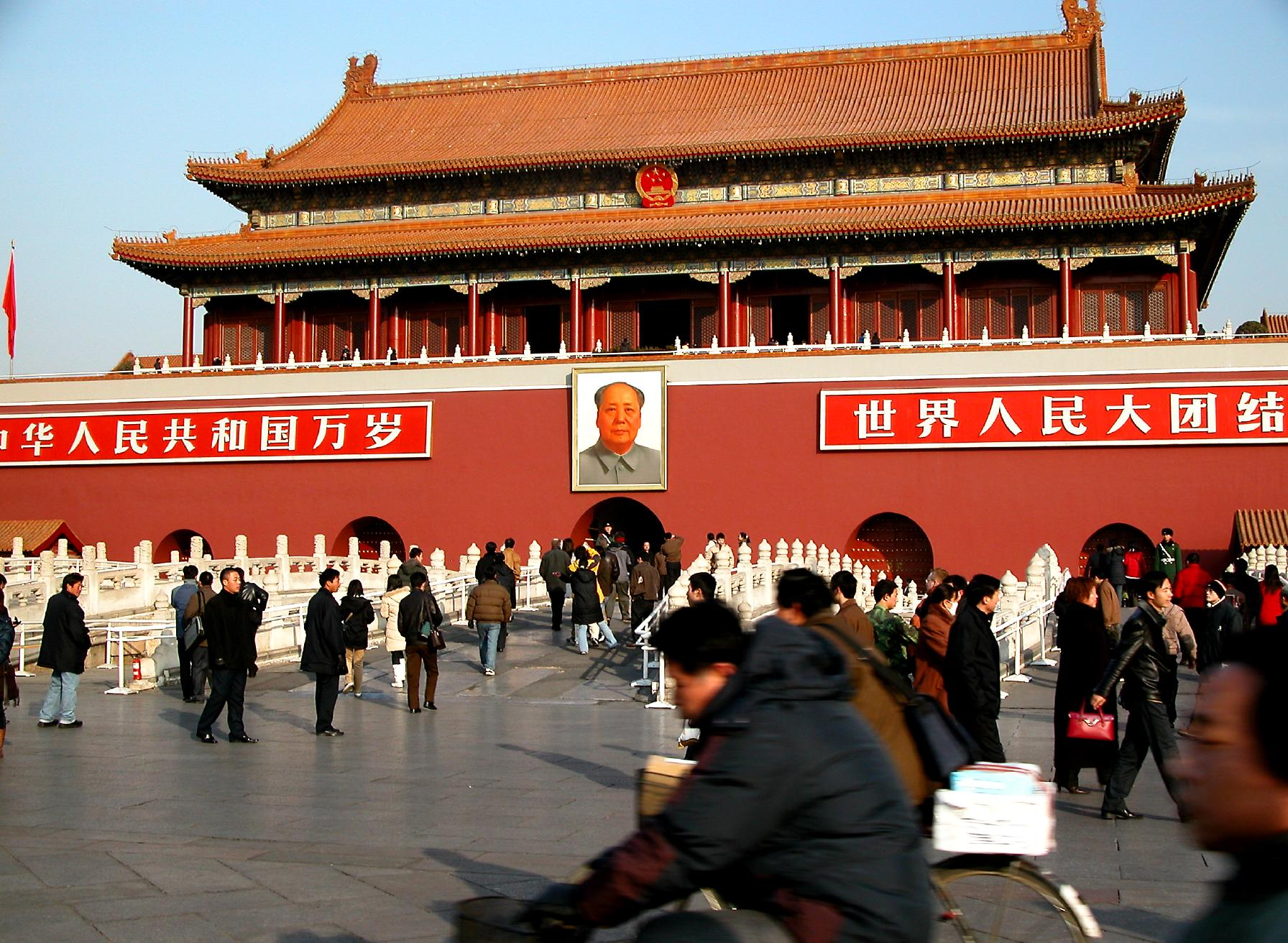
Ciclisti si recano al lavoro di fronte alla città proibita

Dalla presa del potere da parte del Partito comunista, nel 1949, sopra l'ingresso è stato posizionato un ritratto di Mao, mentre sulle mura orientali e occidentali campeggiano due cartelli recitanti "Lunga vita alla Repubblica popolare cinese" (中华人民共和国万岁), a sinistra, mentre a destra si legge "Lunga vita alla grande unità dei popoli del mondo"  (世界人民大团结万岁). Entrambi i cartelli sono scritti in cinese semplificato, anziché in tradizionale. Le frasi hanno un forte significato simbolico, come il palazzo stesso, dal momento che erano tradizionalmente riservate solo all'imperatore, mentre ora sono rivolte alla gente comune.
La porta Tien'anmen è rappresentata sullo Stemma della Repubblica Popolare Cinese.